# Одарюківка
Одарю́ківка —  село в Україні, у Диканській селищній громаді Полтавського району Полтавської області. Населення становить 85 осіб. До 2020 орган місцевого самоврядування — Байрацька сільська рада.

## Географія
Село Одарюківка знаходиться за 2,5 км від лівого берега річки Вільхова Говтва, на відстані 0,5 км розташоване село Петренки. По селу протікає пересихаючий струмок з загатою. На території села також є ділянки де видобувають природний газ.

## Історія
12 червня 2020 року, відповідно до розпорядження Кабінету Міністрів України № 721-р «Про визначення адміністративних центрів та затвердження територій територіальних громад Полтавської області», село увійшло до складу Диканської селищної громади.
19 липня 2020 року, в результаті адміністративно - територіальної реформи та ліквідації Диканського району, село увійшло до складу новоутвореного Полтавського району.